# Rhetorica ad Herennium

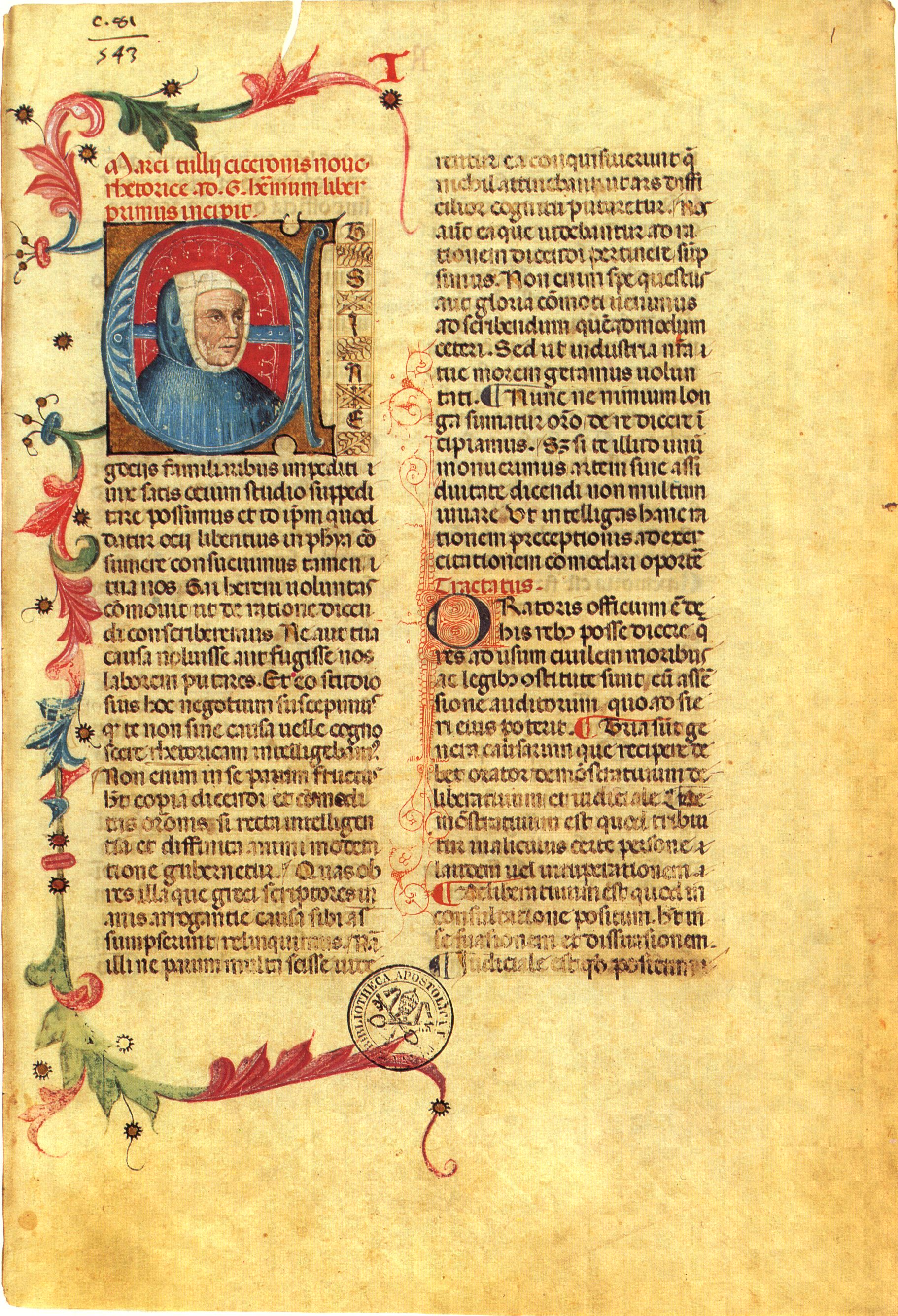
Die Rhetorica ad Herennium in der Handschrift Biblioteca Apostolica Vaticana, Pal. lat. 1459, fol. 1r (14. Jahrhundert)

Als Rhetorica ad Herennium wird die älteste vollständig erhaltene rhetorische Prosaschrift in lateinischer Sprache bezeichnet. Der Titel ist nach dem Widmungsempfänger gebildet und entsprechend wird der unbekannte Autor „auctor ad Herennium“ genannt. Ein Verfasser Quintus Cornificius, der bei Quintilian 3,1,21 genannt ist, wird allgemein abgelehnt und mit Sicherheit falsch ist die Zuschreibung an Cicero, die schon in der Antike aufkam. Sie hat aber dazu geführt, dass die Abhandlung im Corpus seiner rhetorischen Werke überliefert wurde und jedenfalls auch deswegen eine weite Verbreitung in Mittelalter und Renaissance fand.
Das Werk stammt wohl aus den 80er Jahren des 1. Jahrhunderts vor Christus, wie Ciceros Jugendarbeit De inventione, mit der es auch sonst manche Verwandtschaft hat. Beide vertreten die verlorene Theorie der Beredsamkeit seit Aristoteles’ Rhetorik, wobei sie wahrscheinlich auf ein bereits lateinisch verfasstes Handbuch zurückgehen, wie einigen weitgehend wörtlich übereinstimmenden Stellen zu entnehmen ist. In vier Büchern legt das Werk die gesamte Systematik der antiken Rhetoriktheorie dar, durchaus praxisbezogen, in besonderer Breite die Lehre von der Auffindung des Stoffes, die inventio, die eben auch Ciceros unvollendete Schrift behandelt. Von ihm unterscheidet sich der Autor stilistisch, aber auch in seiner politischen Grundhaltung.

## Ausgaben und Übersetzungen
- Incerti auctoris de ratione dicendi ad C. Herennium lib. IV. Hrsg. von Fridericus Marx. Teubner, Stuttgart 1993 (Nachdruck der Ausgabe von 1923), ISBN 3-8154-1169-6.
- Cornifici Rhetorica ad C. Herennium (= Edizioni e saggi universitari di filologia classica 11). Hrsg. von Gualtiero Calboli. Pàtron, Bologna 1969 (kritische Ausgabe mit Kommentar).
- Rhétorique à Herennius. Hrsg. von Guy Achard. Les Belles Lettres, Paris 1989, ISBN 2-251-01346-6 (Edition mit französischer Übersetzung).
- Rhetorica ad Herennium. Hrsg. von Theodor Nüßlein. Artemis & Winkler, München 1994, ISBN 3-7608-1672-X (mit Übersetzung).
- Rhetorica ad Herennium. Hrsg. und übers. von Thierry Hirsch. Reclam, Ditzingen 2019, ISBN 978-3-15-019605-2.
- Cornifici seu Incerti Auctoris, Rhetorica ad C. Herennium (=  Sammlung wissenschaftlicher Commentare). Hrsg. von Gualtiero Calboli. De Gruyter, Berlin und Boston 2020 (maßgebliche Ausgabe mit italienischer Übersetzung und Anmerkungen auf Latein und Italienisch, die auf seiner Ausgabe von 1969 aufbaut).